# Samsung Gear

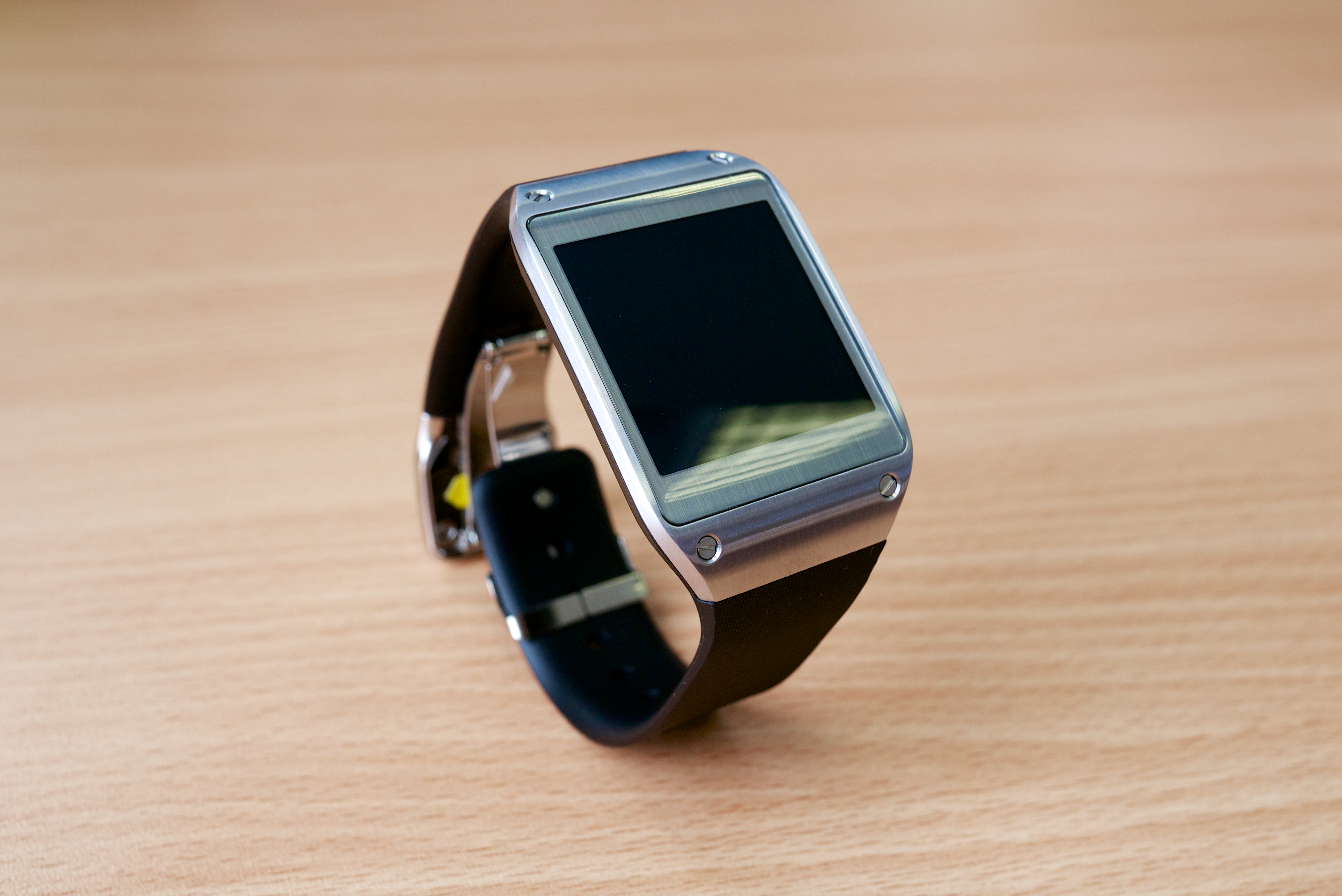
Samsung Galaxy Gear

Samsung Gear ist eine Reihe von Wearable-Geräten (tragbaren Computersystemen), die am 4. September 2013 von Samsung während einer Sonderveranstaltung im Vorfeld der IFA 2013 gestartet wurde. Sie besteht aus Smartwatches, Fitness Armbänder, 360 Grad Kamera und einer VR-Brille. Die erste Generation, Galaxy Gear genannt, ist seit dem 25. September 2013 im Einzelhandel verfügbar. Fast fünf Monate später stellte Samsung am 23. Februar 2014 den Nachfolger „Samsung Gear 2“ sowie dessen Ableger „Samsung Gear 2 Neo“ und das Fitness-Armband „Samsung Gear Fit“ vor, die statt Android mit Tizen OS laufen. Die „Samsung Gear Live“ wurde im Juni 2014 vorgestellt und ist die erste Samsung Uhr mit dem für Wearables optimierten System Android Wear. Bereits im August jedoch zeigte Samsung mit der „Samsung Gear S“ wieder ein Tizen-Gerät.

## Samsung Gear Circle
Die Samsung Gear Circle ist ein tragbares Audiogerät, das von Samsung Electronics entwickelt und im Jahr 2014 auf den Markt gebracht wurde. Es handelt sich um ein Bluetooth-Headset.

### Design und Funktionen
Das Gear Circle hat ein kreisförmiges Design, das es ermöglicht, das Gerät wie eine Halskette um den Hals zu tragen, wenn es nicht in Gebrauch ist. Die Ohrhörer können magnetisch miteinander verbunden werden, um das Gerät sicher um den Hals zu halten. Das Design ist nicht nur praktisch, sondern auch stilvoll und bequem für den täglichen Gebrauch.
Zu den Hauptdetails des Gear Circle gehören:
1. Bluetooth-Konnektivität: Ermöglicht drahtlose Verbindungen zu Smartphones und anderen Geräten.
2. Vibrationsbenachrichtigungen: Das Gerät vibriert bei eingehenden Anrufen und Benachrichtigungen.
3. Sprachsteuerung: Unterstützung für Sprachbefehle zur Steuerung von Anrufen und Musik.
4. Touch-Bedienung: Ein Touchpad an der Seite des Geräts ermöglicht die Steuerung der Lautstärke und das Navigieren durch Musik.
5. Technische Spezifikationen
6. Bluetooth-Version: 3.0
7. Akkulaufzeit: Bis zu 9 Stunden Gesprächszeit und 300 Stunden Standby-Zeit
8. Gewicht: 28 Gramm
9. Farben: Schwarz, Weiß und Blau

### Markteinführung und Rezeption
Die Samsung Gear Circle wurde erstmals auf der IFA 2014 vorgestellt und erhielt gemischte Bewertungen. Während das Design und die Tragbarkeit gelobt wurden, gab es auch Kritikpunkte hinsichtlich der Klangqualität und der Bluetooth-Verbindung.

### Nachfolger und Weiterentwicklung
Nach der Einführung des Gear Circle hat Samsung seine Produktlinie von Wearables weiterentwickelt und neue Modelle wie die Gear IconX auf den Markt gebracht, die ebenfalls drahtlose Audiogeräte sind, jedoch mit erweiterten Funktionen.

## Funktionen (der nicht-Android-Wear-Geräte)

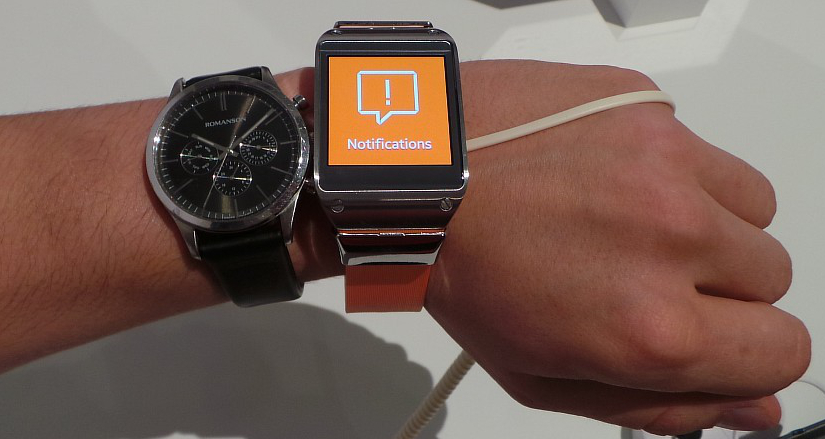
Galaxy Gear (rechts) im Vergleich zu einer Armbanduhr

Die Geräte werden per Bluetooth mit einem Smartphone verbunden. Sie können bestimmte Funktionen des Smartphones übernehmen, etwa das Lesen von E-Mails und SMS oder die Annahme von Telefongesprächen. Die Steuerung erfolgt über auf den Geräten installierten Apps. Alle Uhren sind nur mit bestimmten Samsung-Mobiltelefonen kompatibel.
Die Smartwatches verfügen unter anderem über folgende Funktionen:
- Uhrzeit, wahlweise analog oder digital
- Diktiergerät mit anschließender Umwandlung in Textform
- Schrittzähler und ein einfaches Trainingsprogramm
- Kamera im Armband
- Mediencontroller für vom gekoppelten Handy abgespielte Musik
- S-Voice, ein Sprachassistent, der auch auf manchen Samsung-Smartphones installiert ist
- Wetteranzeige
- Hilfe zur Ortung eines verloren gegangenes Smartphones

## Android-Geräte (mit Samsung Touchwiz)

### Galaxy Gear

#### Hardware
Das Gerät verfügt über folgende Komponenten:
- 1,63 Zoll großer Super AMOLED-Bildschirm mit einer Auflösung von 320 × 320 Pixeln (191 ppi)[7]
- Samsung Exynos Dual Core-Prozessor (800 MHz)[8]
- 1,9-Megapixel-Kamera
- 4 GB Speicher
- Bluetooth 4.0
- 315 mAh großer Akku

Das Gerät steht in sechs Farben zur Verfügung (schwarz, grau, orange, beige, weiß-gold und grün).

#### Rezeption
Die Galaxy Gear erhielt durch die Presse überwiegend negative Kritik. Computerbild.de bemängelt den Zwang, nur mit einigen wenigen bestimmten Samsung-Smartphones das Gerät einrichten und richtig benutzen zu können, den bereits nach einem Tag normaler Nutzung leeren Akku, nervende Benachrichtigungen, die zum Reagieren auch wieder das Handy benötigen und die wenig überzeugende Spracherkennung des Assistenten S-Voice. Pluspunkte sind das Display, die Notizfunktion und die konfigurierbare Uhr.

#### Softwareupdate auf Tizen
Seit Ende Mai 2014 ist es möglich, das Betriebssystem auf der Galaxy Gear auf Tizen umzustellen. Dadurch wird es möglich die Gear der ersten Generation dem Nachfolgemodell softwareseitig näher zu bringen. Das Update bringt einige der von den Nachfolgemodellen Gear 2 und Gear Neo bekannten Softwarefunktionen mit sich. Aufgrund des Wegfalls des Android-Betriebssystems entfällt zudem das „Galaxy“ im Namen, so dass nunmehr nur noch der Produktname „Gear“ verwendet wird.

## Tizen-Geräte

### Gear 2, Gear 2 Neo, Gear Fit (MWC 2014)

#### Gear 2

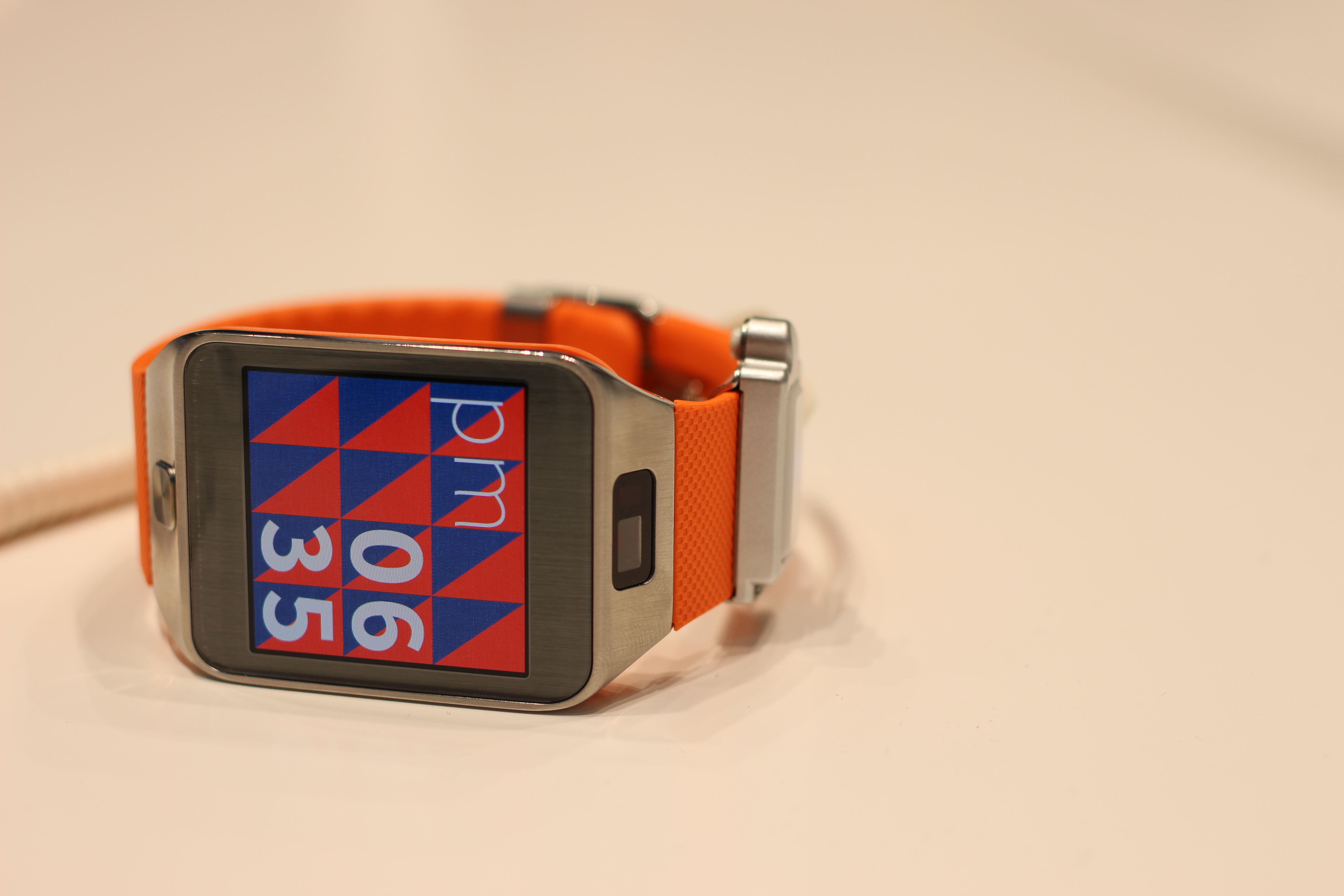
Gear 2

Am 23. Februar 2014 stellte Samsung im Vorfeld des Mobile World Congress in Barcelona die Nachfolgerversion „Samsung Gear 2“ vor.
Das Gerät verfügt über folgende Spezifikationen:
- 1,63 Zoll großer Super AMOLED-Bildschirm mit einer Auflösung von 320 × 320 Pixeln
- 1,2 GHz-Zweikern-Prozessor
- 512 MB RAM
- Kamera: Foto: 1920 × 1080 Pixel, Video: 1280 × 720 Pixel
- 4 GB interner Speicher
- Bluetooth 4.0
- 300 mAh großer Akku (Samsung verspricht zwei bis drei Tage Akkulaufzeit, bei geringer Nutzung sogar bis zu sechs)[11]
- 36,9 × 58,4 × 10,0 mm; 68 g
- nach IP67 wasser- und staubgeschützt

Die Uhr steht in drei Farben zur Verfügung: Charcoal Black (schwarz), Gold Brown (goldbraun) und Wild Orange (orange).

#### Gear 2 Neo
Die „Gear 2 Neo“ wurde zusammen mit der „Gear 2“ vorgestellt. Sie dient als günstigeres Gerät, da eine Kamera fehlt. Dementsprechend weichen die Maße mit 37,9 × 58,8 × 10,0 mm leicht ab und das Gerät ist mit 55 g etwas leichter. Es ist in den Farben Charcoal Black (schwarz), Mocha Grey (grau) and Wild Orange (orange) erhältlich.

#### Gear Fit

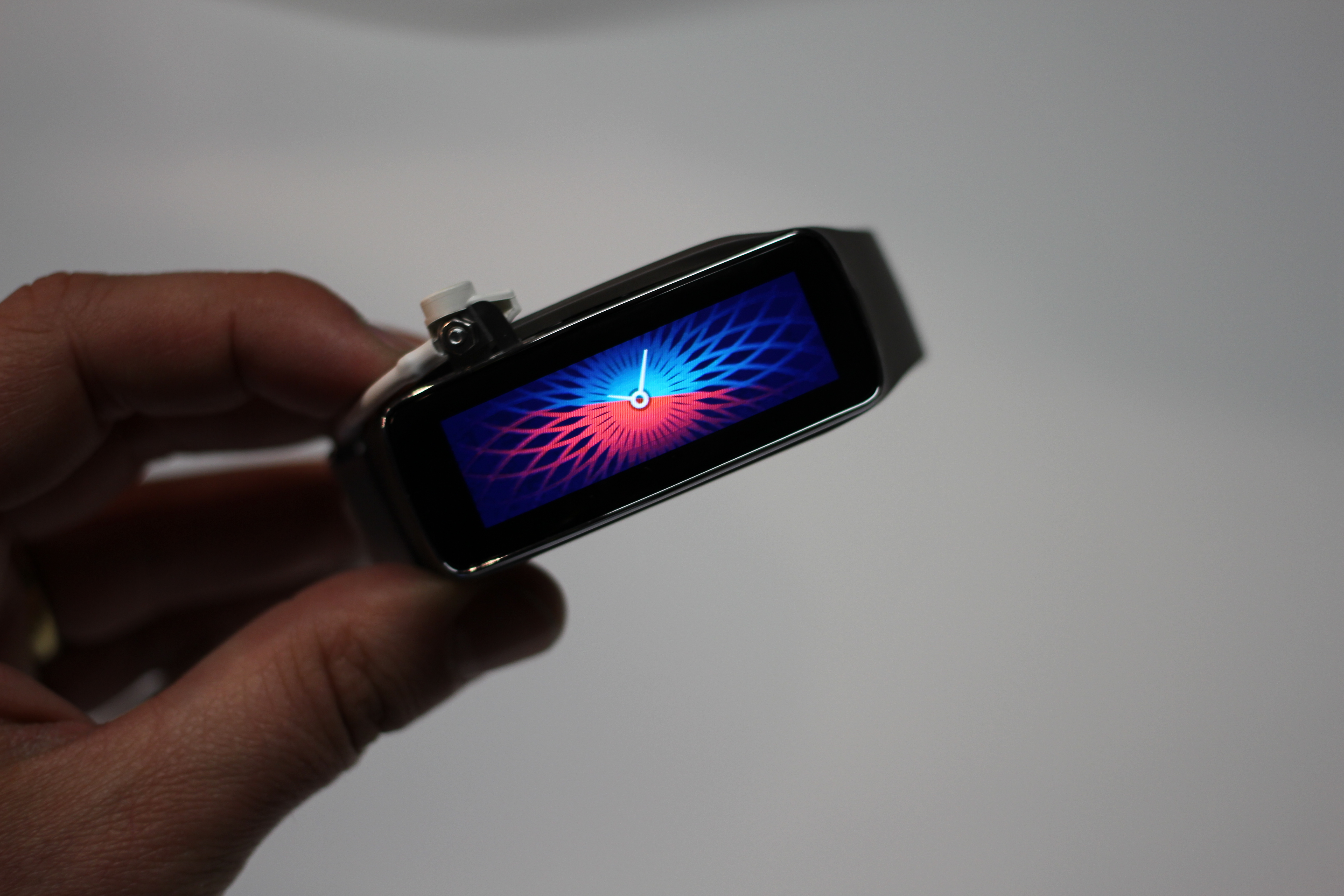
Gear Fit

Zusätzlich zu den „Gear 2“-Modellen präsentierte Samsung das Fitness-Armband „Samsung Gear Fit“. Das AMOLED-Display ist gebogen und passt sich somit besser an den Arm an als ein festes, quadratisches Display. Mit einigen Fitness-Sensoren und -funktionen, wie beispielsweise dem eingebauten Pulsmesser, dem Schrittzähler, der Stoppuhr oder dem Timer spricht es in erster Linie Sportler an.
Außerdem zeigt das Display Benachrichtigungen vom Handy an, wie zum Beispiel Anrufe, Textnachrichten oder SMS. Es erinnert an anstehende Termine und ermöglicht die Steuerung der Musikausgabe des per Bluetooth gekoppelten Handys. Über Nacht analysiert das Fitness-Armband den Schlafrhythmus des Nutzers.
Die technischen Daten ähneln denen der „Gear 2“-Modelle. Genauere Angaben zu Prozessor und Arbeitsspeicher sind nicht bekannt. Eine Kamera sowie frei verwendbarer interner Speicher ist ebenfalls nicht enthalten.
- 1,84 Zoll großer, gebogener Super AMOLED-Bildschirm mit einer Auflösung von 432 × 128 Bildpunkten
- Bluetooth 4.0
- Akku mit einer Kapazität von 210 Milliampèrestunden (laut Hersteller reicht dieser bei normaler Nutzung etwa drei bis vier Tage, bei geringer Nutzung sogar bis zu fünf)
- Abmessungen: 23,4 × 57,4 × 11,95 Millimeter
- Masse: 27 Gramm
- Nach IP67 wasser- und staubgeschützt

#### Software
Statt Android setzt Samsung im Betriebssystem bei den Gear-Geräten der 2. Generation auf eine eigene Lösung: Die Geräte haben Tizen OS als Basis, weshalb auch das „Galaxy“ im Namen entfällt. Im Zuge der Vorstellung wurde auch die erste Galaxy Gear auf Tizen OS aktualisiert.

#### Kompatible Steuergeräte
Zurzeit sind folgende Samsung Smartphones mit Gear 2, Gear 2 Neo und Gear Fit kompatibel:
- Galaxy Grand 2
- Galaxy Mega 6.3
- Galaxy Mega 5.8
- Galaxy Note 2
- Galaxy Note 3
- Galaxy Note 3 Neo
- Galaxy Note 4
- Galaxy Note Edge
- Galaxy S3
- Galaxy S4
- Galaxy S4 mini
- Galaxy S4 Active
- Galaxy S4 Zoom
- Galaxy S5
- Galaxy S5 mini

Und folgende Tablets:
- Galaxy Tab 4 10.1
- Galaxy Tab 4 8.0
- Galaxy Tab 4 7.0
- Galaxy TabPRO 12.2
- Galaxy TabPRO 10.1
- Galaxy TabPRO 8.4
- Galaxy NotePRO 12.2
- Galaxy Note 10.1 (2014 Edition)

#### Rezeption
In einem Test von Smartwatch-Test.biz wurde gelobt, dass die Kamera im Vergleich zur Galaxy Gear bei der Gear 2 direkt im Gehäuse und nicht im Armband zu finden war. Dennoch wurde die Qualität der Fotos bemängelt, die per Sprachsteuerung geschossen werden können. Das Display wurde kritisiert, weil es bei starker Sonneneinstrahlung schlecht zu lesen sei und über keinen Helligkeitssensor verfüge, was auf Kosten der Akkuleistung gehe, wenn man nicht regelmäßig die Helligkeit manuell regle. Positiv erwähnt wurde der Infrarot-Port zur Fernseher-Steuerung und die mit der Änderung der Kameraposition mögliche Austauschmöglichkeit des Uhr-Armbandes. Das Gehäuse der Gear 2 Neo wirke wertig wie das der Gear 2.

„An einigen entscheidenden Punkten wurde die Smartwatch verbessert. Das System läuft sehr flüssig und Gesten zur Bedienung sind schnell erlernt. Der Akku reicht 3-4 Tage, was für eine Smartwatch durchaus passabel ist. Die Smartwatch verfügt zwar über Fitness-Funktionen, erfüllt diese aber nur ungenügend. Es wird auch viele Kunden abschrecken, dass die Uhr nur mit Samsung Galaxy Telefonen funktioniert. Samsung ist zwar Marktführer, allerdings grenzt man damit die Nutzer anderer Hersteller aus. Weiterhin gibt es bisher nur sehr wenige Apps für Tizen-Geräte. Hier besteht noch Nachholbedarf.“

### Gear-S-Serie

#### Gear S
Die Gear S besitzt, ähnlich wie die Gear Fit, ein gebogenes AMOLED-Display mit 16 Mio. Farben. Außerdem verfügt es als erste Samsung-Smartwatch über ein eingebautes WLAN- und auch ein 3G-Modul, wodurch eine Kopplung mit dem Handy nicht mehr notwendig ist und man auch Telefonate mit der Uhr beziehungsweise über ein verbundenes Bluetooth-Headset tätigen kann. Genauso wie die Gear 2 Neo wird auf eine Kamera verzichtet. Durch den vorhandenen SIM-Steckplatz in der Gear S wird die Smartwatch, im Gegensatz zu vielen anderen Wearables, absolut autonom.

#### Hardware
- 2 Zoll großer Super AMOLED-Bildschirm mit einer Auflösung von 360 × 480 Pixeln
- Nicht näher benannter Zweikern-Prozessor (1,0 GHz)
- 512 MB RAM
- 4 GB Speicher, davon stehen jedoch nur 2 GB für den Nutzer zur Verfügung, der Rest wird für das Betriebssystem benötigt[18]
- Bluetooth 4.1, USB 2.0, WLAN b/g/n, GPS
- 300 mAh großer Li-ion-Akku, hält laut Hersteller bei typischer Nutzung etwa 2 Tage[16]

#### Gear S2

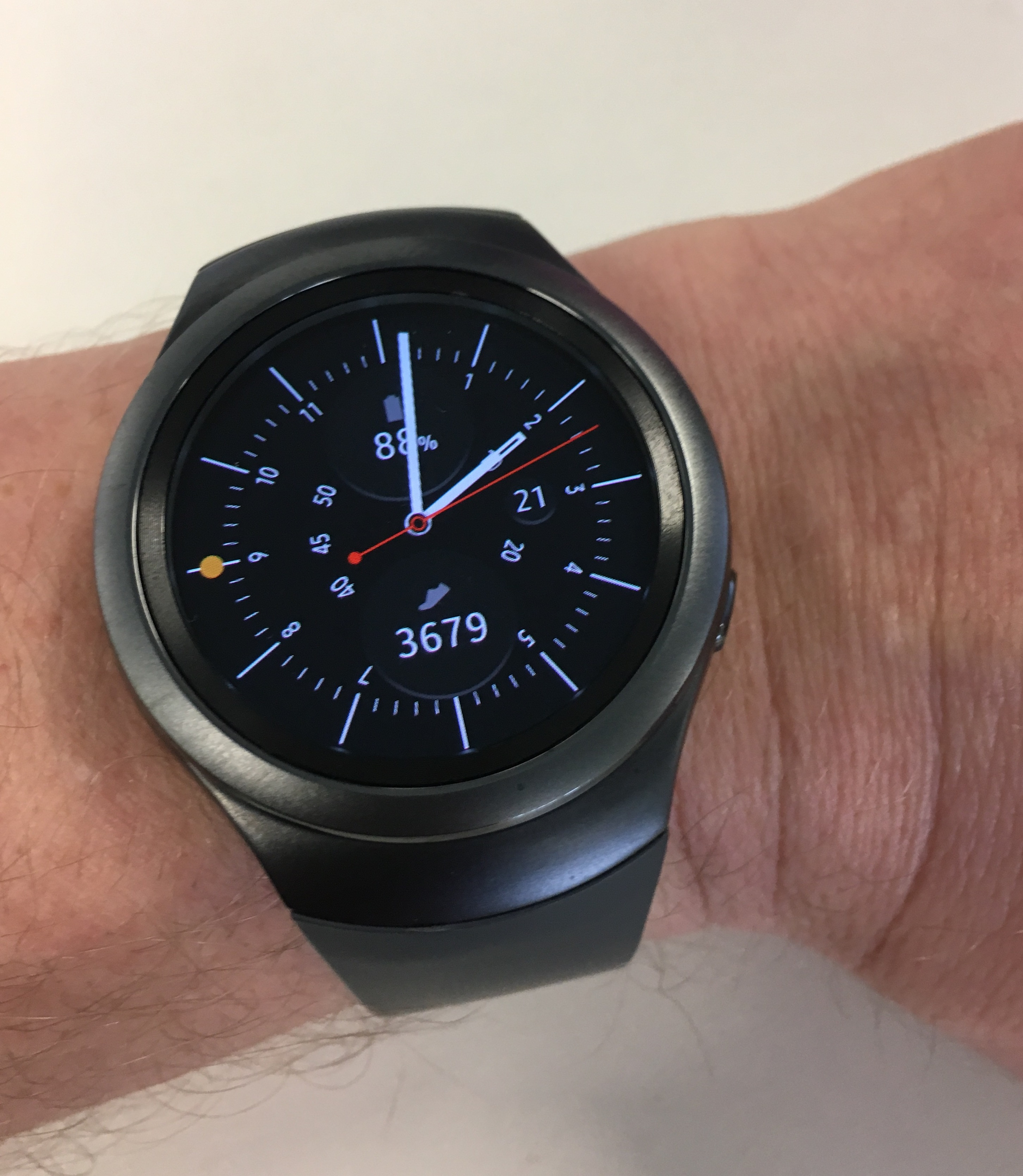
Samsung Gear S2

##### Hardware
- 1,2 zoll rundes AMOLED-Display 360 × 360 Pixel, 302 ppi
- Exynos 3250
- 512 MB RAM
- 4 GB Speicher, ca. 1,9 GB für den Benutzer frei verfügbar
- IP68-Zertifizierung
- Bluetooth 4.1, USB 2.0, WLAN b/g/n
- 250 mAh großer Li-ion-Akku

#### Gear S3
Seit Dezember 2016 ist die Gear S3 in den zwei Ausführungen „Classic“ und „Frontier“ erhältlich. Seit Januar 2017 ist sie auch kompatibel zu iOS und kann somit auch mit einem iPhone verbunden werden. Aufgrund des gegenüber der S2 vergrößerten Akkus verfügt sie über eine Laufzeit von drei bis fünf Tagen. Aufgeladen ist die Uhr in etwa zwei Stunden.

## 360°-Kamera

### Samsung Gear 360 (Version 2016)
Im Februar 2016 wurde auf der Mobile World Konferenz in Barcelona die Samsung Gear 360 – die erste 360°-Kamera von Samsung – vorgestellt. Samsung verfolgte hier das Konzept, ein möglichst portables Gerät mit einer einfachen Bedienung zu kreieren. Daher verfügt diese gerade einmal 6 cm große Kamera auch nur über drei Tasten.
In der Kritik steht diese Kamera, weil sie bislang nur in Kombination mit einer zusätzlichen App und nur mit den neuesten Samsung-Galaxy-Modellen (ab Samsung Galaxy S6) verwendet werden kann.

#### Eigenschaften
- Videoauflösung: 3840 × 1920 Pixel
- Fotoauflösung: 7776 × 3888 Pixel
- Gewicht: 153 g
- Blende: F2,0
- USB

### Samsung Gear 360 (Version 2017)
Am 29. März wurde in New York zur Präsentation des Galaxy S8 und Galaxy S8+ ein neues Update der Gear 360 gezeigt. Neben dem Design, hat sich auch die Größe und die Eigenschaften verändert. Neu kann die Kamera Videos in 4K aufnehmen.

#### Eigenschaften
- CMOS 8.4 Megapixel Fischaugen-Kameras
- Videoaufnahmen: Dual Cam: bis zu 4096 × 2048 Pixel (24 fps)
- Fotoaufnahmen: Dual Cam: bis zu 15 Megapixel
- Gewicht: 130 g
- IP53-zertifiziert: Staub- und wassergeschützt
- USB-C-Anschluss

## Gear VR
Die Samsung Gear VR ist ein mobiles Virtual Reality Headset, das von Samsung in Zusammenarbeit mit Oculus entwickelt und von Samsung hergestellt wurde. Das Headset wurde am 27. November 2015 veröffentlicht.
Bei der Verwendung ist ein kompatibles Samsung-Galaxy-Gerät erforderlich (Galaxy Note 5, Galaxy S6/S6 Edge/S6 Edge+, Galaxy S7/S7 Edge, Galaxy S8/S8+ oder Galaxy Note 8). welches als Display und Prozessor des Headsets fungiert, während die Gear VR Unit selbst als Controller fungiert. Das Headset enthält das Sichtfeld sowie eine benutzerdefinierte Inertial-Messeinheit (IMU) für die Rotationsverfolgung, welche über Micro-USB mit dem Smartphone verbunden ist. Das Gear VR-Headset verfügt außerdem über ein Touchpad und eine seitliche Rückwärtstaste sowie einen Näherungssensor, welcher erkennt, wenn das Headset eingeschaltet ist.
Einige der Hauptziele, die Samsung für dieses Projekt in Bezug auf die Hardware gesetzt hat, waren: Dass ihr Headset Latenzzeiten von weniger als 20 ms unterstützen, die Optimierung von Hardware und Kernel und auch die Erstellung des QHD-Displays vom Galaxy Note 4, welches hochauflösendes Rendering im Headset ermöglicht.
Das Sichtfeld der Objektive beträgt 96° für die ersten drei Modelle und 101° für das 2017 Modell.
Oculus Home ist die zentrale Plattform zum Herunterladen und Verwenden von Inhalten auf der Samsung Gear VR. Oculus Home ist auch die erste Adresse für die Softwareverteilung auf der Gear VR.